# Liqui Moly
Liqui Moly GmbH è un'azienda tedesca specializzata nella produzione di oli, lubrificanti e additivi. A partire dal 1º gennaio 2018, la Liqui Moly fa parte del gruppo Würth che ha acquistato le rimanenti azioni del precedente proprietario di maggioranza e CEO Ernst Prost, che ora svolge il ruolo di amministratore delegato di Liqui Moly. L'azienda, fondata nel 1957 e con sede a Ulm in Germania, nel 2017 occupava 835 dipendenti e con un fatturato annuo di 532 milioni di euro.

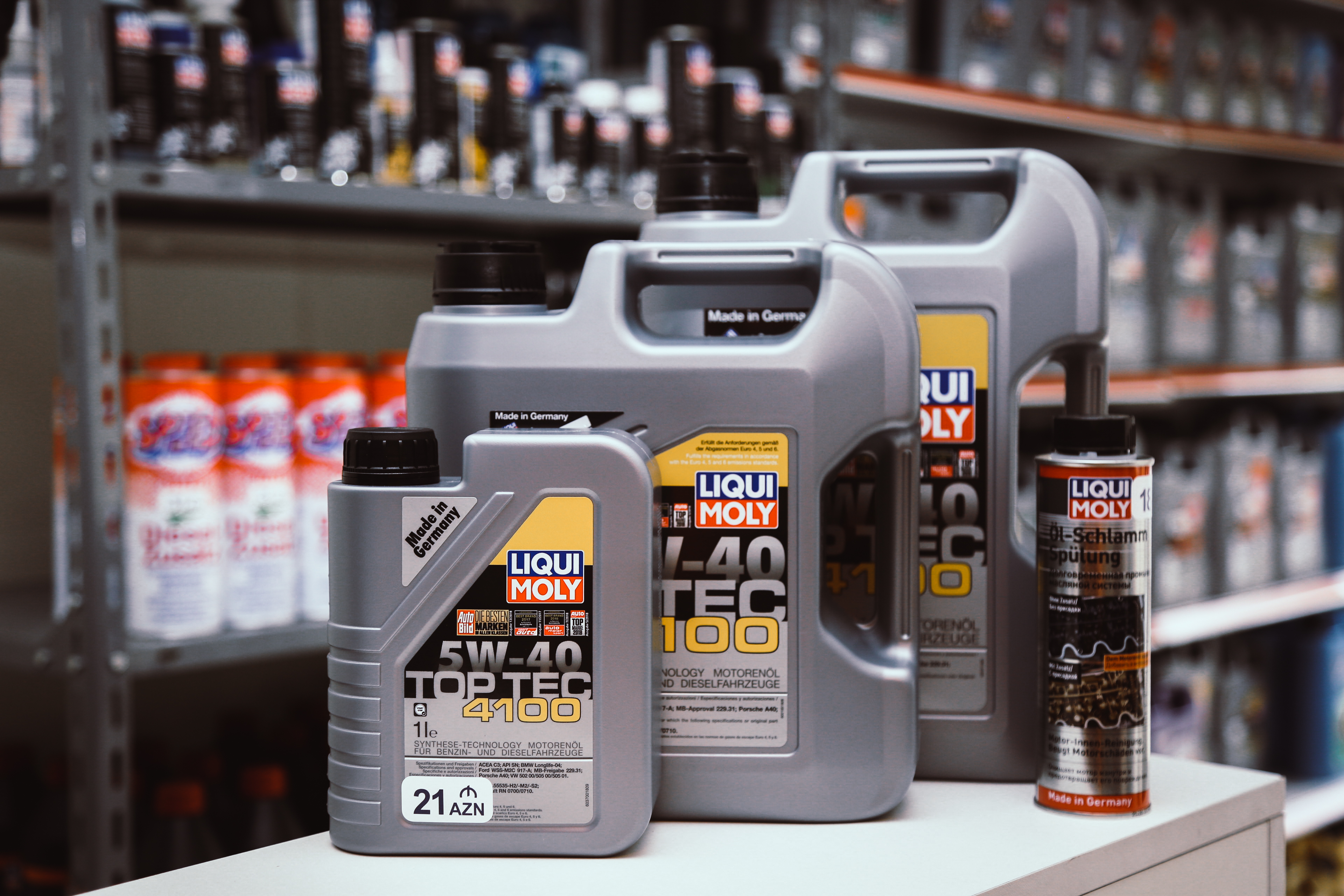
Alcuni prodotti Liqui Moly

Liqui Moly GmbH è stata fondata nel 1957 a Ulm sul fiume Danubio. Il brevetto per la produzione di disolfuro di molibdeno ha costituito la base per l'azienda. Questo additivo a base di disolfuro di molibdeno liquefatto (MoS 2) è stato il primo prodotto dell'azienda e ha dato il nome alla società. Il solfuro di molibdeno, l'ingrediente base dell'additivo Liqui Moly Oil, è stato scoperto nei negozi dell'esercito americano nella Germania del dopoguerra. Questi negozi vendevano una lattina con il marchio Liqui Moly che conteneva la forma liquida del solido lubrificante al molibdeno solfuro (MoS2). Se aggiunta all'olio per motori, questa sostanza garantisce avanzamento del mezzo in caso di un'improvvisa perdita di olio. I piloti di caccia della prima guerra mondiale avevano già sfruttato questa proprietà, aggiungendo MoS2 all'olio motore nei propulsori degli aerei. Ciò consentiva ai piloti di poter atterrare, anche se il serbatoio dell'olio veniva colpito.

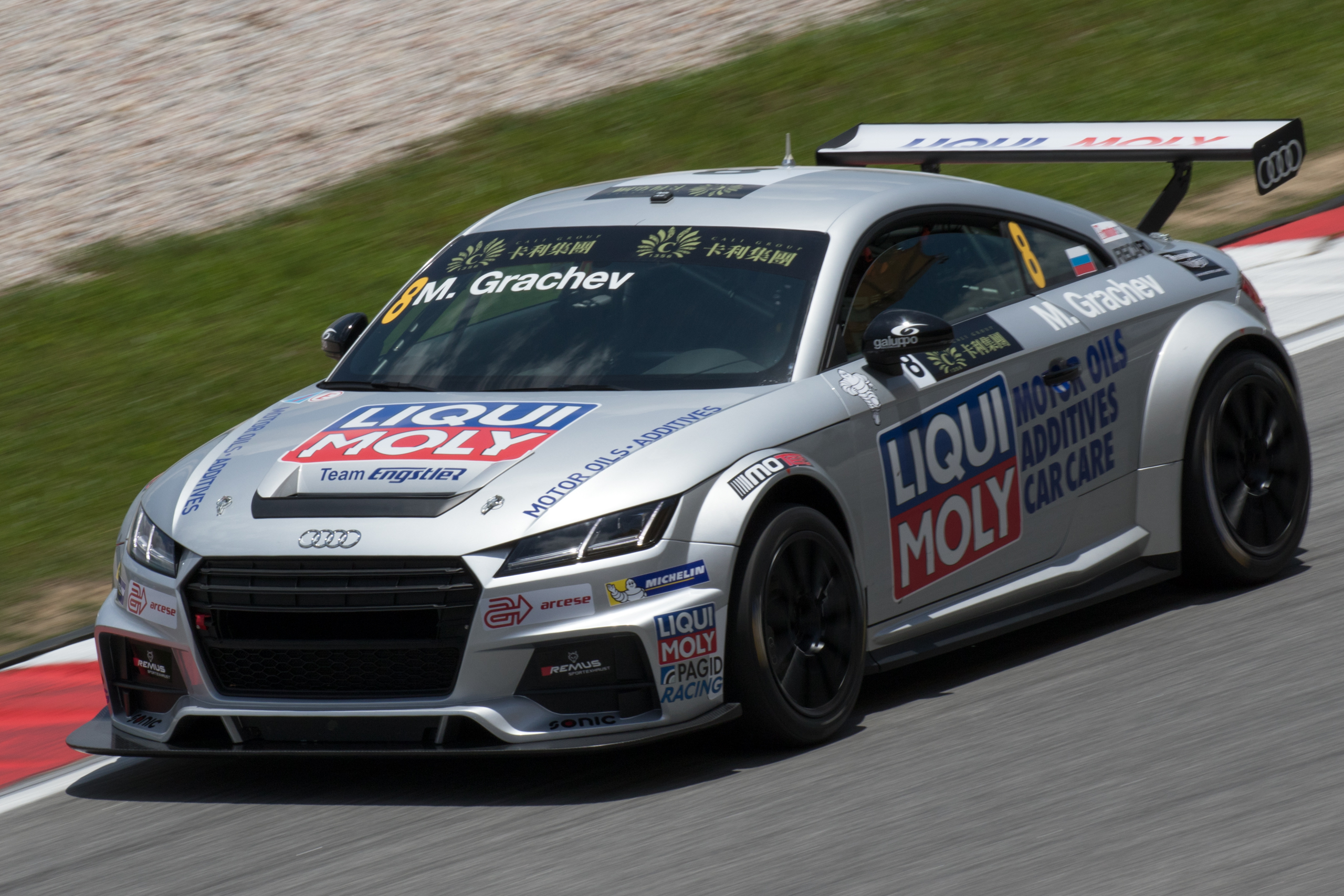
Vettura del team Liqui Moly Team Engstler

Liqui Moly produce principalmente olio motore arricchito con MoS₂, ma offre anche altri lubrificanti contenenti questo composto e un additivo di MoS₂ che l’utente finale deve aggiungere durante il cambio dell’olio. Il disolfuro di molibdeno potenzia la capacità lubrificante degli oli, ed è utilizzabile sia negli oli motore sia in quelli non motore, come gli oli per ingranaggi, trasmissioni e differenziali. I prodotti Liqui Moly sono distribuiti in 120 paesi in tutto il mondo.
La società è impegnata nel motorsport, basket, sport invernali, tennis e altri sport con varie sponsorizzazioni. Liqui Moly è co partner della scuderia Engstler Motorsport nella serie di auto da turismo TCR. Il Liqui Moly Team Engstler partecipa al TCR Asia, TCR Middle East e ADAC TCR Germany 2017. Dal 2013, la società ha stretto una partnership con il team motociclistico GP Intact nella classe Moto2. Dalla stagione 2017/2018, la compagnia è sponsor dei Los Angeles Kings nella National Hockey League (NHL).
Nel 2018 la società ha anche partecipato all'IMSA WeatherTech SportsCar Championship in collaborazione con Turner Motorsport.ed ha partecipato alla 24 ore di Daytona.